# Juan de Agramonte
Juan de Agramonte o Joan de Agramunt (Lérida, S.XV.-S.XVI) fue un navegante catalán que posiblemente exploró Terranova los primeros años del siglo XVI.
Como consequencia del incremento de los viajes de Inglaterra hacia el Nuevo Mundo, los reyes católicos se empezaron a preocupar por las intrusiones inglesas en sus territorios, y planearon explorar la costa del Atlántico Norte para tomar posesión de ella. Joan de Dornelos fue puesto al mando de una expedición en 1500 aunque la expedición nunca llegó a zarpar.
Después del intento fallido de 1500, Joan de Agramunt, marinero nativo de Lérida,  en el año 1511 negoció con Fernando II de Aragón la exploración de Terranova. El 29 de octubre de 1511, firmó un contrato con Juana, la hija de Fernando el Católico,  para dirigir una expedición de exploración y descubrimiento en Terranova en los años inmediatos a los viajes de John Cabot. La expedición, que constaba de dos barcos, tenía órdenes de no desembarcar en territorios bajo la jurisdicción del reino de Portugal.
Se ha especulado que esta expedición nunca se realizó. De hecho todas estas expediciones tenían en cuenta la idea de que las costas de Terranova ya habían sido visitadas anteriormente por los Bretones y que una parte del territorio de Terranova había sido descubierta por Portugal, como le correspondía por la línea de Tordesillas.